# Mychajlo Romantschuk
Mychajlo Mychajlowytsch Romantschuk (ukrainisch Михайло Михайлович Романчук, englische Schreibweise Mykhailo Romanchuk; * 7. August 1996 in Riwne, Ukraine) ist ein ukrainischer Schwimmer.

## Werdegang
Romantschuk begann im Alter von sechs Jahren mit dem Schwimmtraining und hat seitdem Petro Nahornyj (Петро Нагорний) als Trainer. Bei den Olympischen Jugendspielen in Nanjing gewann er im August 2014 Silber über 800 Meter (Zeit: 7:56,34 min) und Gold über 400 Meter (3:49,76 min). Bei den Jugendeuropameisterschaften 2014 wurde er auf 1500 Metern Dritter (15:07,24 min), auf 400 Metern mit einer Zeit von 3:52,19 min Zweiter und beim 800-Meter-Wettbewerb gewann er Gold (7:54,81 min).
Bei den Weltmeisterschaften 2015 in Kasan belegte er über 1500 m Freistil den siebten Platz. 2016 nahm er an den Olympischen Sommerspielen in Rio de Janeiro teil, erreichte jedoch nur den 15. Platz.
Erstmals Vizeweltmeister wurde er im Juli 2017 und im August 2017 schwamm er bei der Sommer-Universiade in Taipeh
auf drei Medaillenplätze: Jeweils Silber holte er über die Distanzen von 800 und 1500 Metern, und Gold gewann er bei 400 Metern. Im Dezember 2017 wurde er auf der Distanz von 1500 Metern Kurzbahneuropameister.
Am 22. Januar 2019 wurde ihm vom Präsidenten der Ukraine der ukrainische Verdienstorden 3. Klasse verliehen.
Seine Teilnahme bei den Olympischen Sommerspielen 2020 in Tokio krönte er bei einer Zeit von 7:42,33 min über 800 m Freistil mit der Bronzemedaille sowie der Silbermedaille beim 1500-m-Freistilwettbewerb (14:40,66 min).

## Privates
Mychajlo Romantschuk ist seit September 2018 mit der ukrainischen Leichtathletin Maryna Bech-Romantschuk verheiratet, die er 2011 kennenlernte.

## Rekorde
| Europarekorde (1)       | Europarekorde (1) | Europarekorde (1) | Europarekorde (1) |
| ----------------------- | ----------------- | ----------------- | ----------------- |
| 800 m Freistil          | 07:25,73 min      | 20. Nov. 2020     | Budapest          |
| (Stand: 1. August 2021) |                   |                   |                   |